# Yves Chauvin
Yves Chauvin (Menen, 10 ottobre 1930 – Tours, 27 gennaio 2015) è stato un chimico francese, vincitore, insieme a Robert Grubbs e Richard Schrock, del premio Nobel per la chimica nel 2005, per «lo sviluppo del metodo della metatesi nella sintesi organica».
Si è laureato alla Scuola superiore di chimica, fisica ed elettronica di Lione nel 1954.
Chauvin era direttore onorario di ricerca presso l'Institut français du pétrole e membro dell'Accademia francese delle scienze.